# Ali Elveren
Ali Elveren (* 1. Januar 1946) ist ein ehemaliger türkischer Fußballspieler.

## Karriere
Ali Elveren begann seine Karriere bei Fatih Karagümrük SK. Für Fatih Karagümrük spielte Elveren ein Jahr lang.
Zur Saison 1966/67 wechselte der Abwehrspieler zu İzmir Denizgücü. Mit İzmir Denizgücü gewann Elveren 1968 den Başbakanlık Kupası. In der Folgesaison wechselte er zu Galatasaray Istanbul. Dort wurde er in seiner ersten Saison türkischer Meister und einen Monat später türkischer Supercupsieger. Insgesamt spielte der Abwehrspieler 35 Ligaspiele für Galatasaray. Von 1970 bis zu seinem Karriereende 1974 spielte Ali Elveren für Samsunspor.

## Erfolge
İzmir Denizgücü
- Başbakanlık Kupası: 1968

Galatasaray Istanbul
- Türkischer Meister: 1969
- Cumhurbaşkanlığı Kupası: 1969